# Patton Bridge
Patton Bridge – osada w Anglii, w Kumbrii. Patton Bridge jest wspomniana w Domesday Book (1086) jako Patun.